# Walter Parazaider
Walter Parazaider (Chicago, Illinois, 14 de marzo de 1945) es un saxofonista, flautista, clarinetista y compositor estadounidense de jazz rock y soft rock, conocido sobre todo por ser miembro fundador de la banda Chicago.

## Trayectoria
Estudió en la DePaul University, donde formó su banda The Big Thing, junto a Terry Kath y Danny Seraphine, y en la que colaboraba también James William Guercio, que más tarde sería un conocido productor musical. Tras una jam session en la universidad, a la que Parazaider invitó a James Pankow y Lee Loughnane, se formó en núcleo de la banda de jazz rock Chicago, con la que permanecerá hasta la actualidad.
Además de tocar con la banda, Parazaider ha participado en numerosas grabaciones, bien solo, bien formando sección de viento con Pankow y Loughnane: Three Dog Night, Bee Gees, la banda sonora de la película Electra Glide in Blue, Elton John, David Foster, USA for Africa, Joe Vitale, Leon Russell, Ricci Martin, Madura o Gerard McMann.